# Seconde guerre barbaresque
Guerres barbaresques
Batailles
Seconde guerre barbaresque :
- Cap Gata
- Cap Palos

La seconde guerre barbaresque (17-19 juin 1815) fut la seconde de deux guerres entre les États-Unis, et les États barbaresques de Tripoli, de Tunis et d'Alger. La guerre entre les États barbaresques et les États-Unis a pris fin lorsque « le Sénat des États-Unis a ratifié le traité algérien de Decatur le 5 décembre 1815 ». Cependant, le dey d'Alger, Omar Agha, a dénoncé le traité américain, a refusé d'accepter les conditions de paix ratifiées par le congrès de Vienne, et menacé la vie de tous les habitants chrétiens d'Alger. William Shaler, le commissaire américain qui avait négocié avec Stephen Decatur, a dû fuir à bord des navires britanniques, et plus tard a observé « les obus et les fusées voler sur [sa] maison comme la grêle » à la suite du bombardement d'Alger. Shaler a ensuite négocié un nouveau traité après le bombardement d'Alger en 1816, qui n'a pas été ratifié par le Sénat avant le 11 février 1822, en raison d'un oubli accidentel.
Après la fin de la guerre, les États-Unis et les pays européens ont cessé de payer tribut aux États barbaresques pour déjouer les attaques contre leurs navires. Cela a contribué à marquer le début de la fin de la piraterie dans cette région, qui sévissait depuis l'époque de la domination ottomane (XVIe siècle-XVIIIe siècle). En quelques décennies, les puissances européennes ont construit des navires de plus en plus sophistiqués et coûteux que les pirates barbaresques ne pouvaient égaler en nombre ou en technologie.

## Contexte
Après la première guerre barbaresque (1801-1805), la relation des États-Unis avec la Grande-Bretagne s'est dégradée, notamment à cause de la propension américaine à commercer avec la France, et pour d'autres raisons qui conduisirent à la guerre anglo-américaine de 1812. Les États barbaresques ont profité de cette occasion pour attaquer des navires marchands américains et européens dans la mer Méditerranée, capturant les équipages et exigeant des rançons.
Dans le même temps, les grandes puissances européennes étaient encore impliquées dans les guerres napoléoniennes, qui ne se sont terminées qu'en 1815.

## La réponse américaine

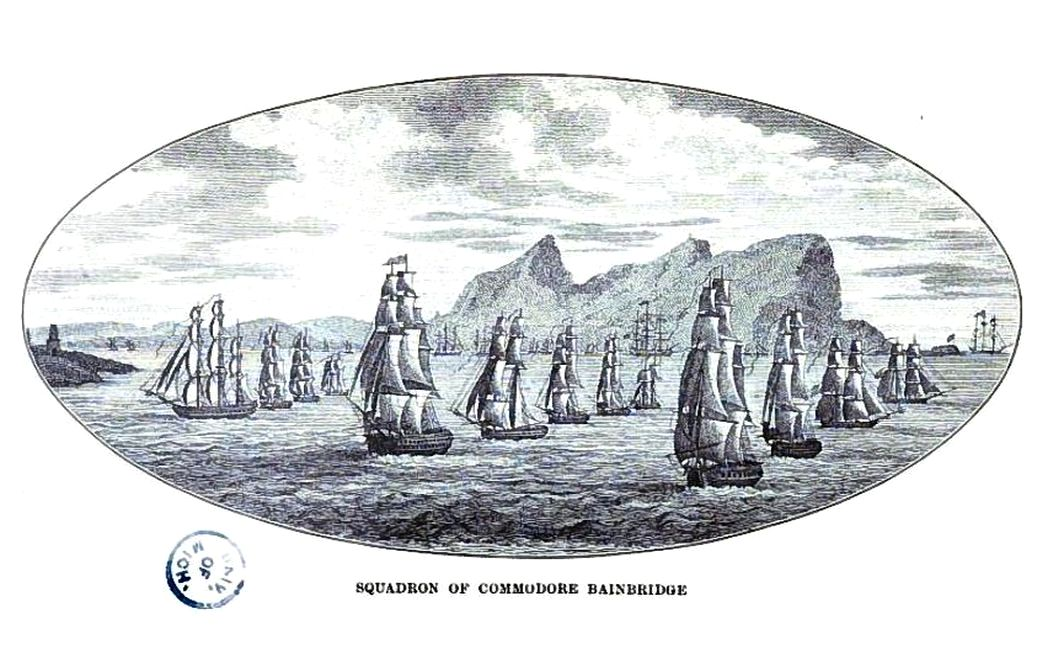
Gravure montrant l'escadre de Bainbridge.

À la fin de la guerre de 1812, cependant, les États-Unis sont revenus au problème de la piraterie barbaresque. Le 3 mars 1815, le congrès des États-Unis autorise le déploiement de la puissance navale contre Alger, et deux escadres sont assemblées et prêtes à la guerre.
L'escadre sous le commandement du commodore William Bainbridge part de Boston, au Massachusetts, tandis que l’escadre du commodore Stephen Decatur était à New York. L’escadre de Decatur part le 20 mai 1815. Elle comprend les frégates USS Guerrière, un vaisseau amiral de 44 canons, commandé par le capitaine William Lewis ; le Constellation, de 36 canons, commandé par le capitaine Charles Gordon ; et la Macédoine, de 38 canons, sous le commandement du capitaine Jacob Jones ; les sloops de guerre Epervier, commandé par le capitaine John Downes, et l'Ontario avec 16 canons, commandé par le capitaine Jesse D. Elliott; les bricks Firefly, Spark et Flambeau, chacun avec 14 canons commandés par les lieutenants George W. Kodgers, Thomas Gamble et John B. Nicholson ; et les goélettes Torch et Spitfire, tous les deux avec 12 canons, commandés par les lieutenants Wolcott Chauncey et Alexander J. Dallas. M. William Shaler. Le commandement de Bainbridge s'assemblait encore, et ne partit que le 1er juillet, manquant les batailles.
Lors de la bataille du cap Gata, le 17 juin 1815, l'escadre américaine s'empare du Mashouda, navire amiral du dey d'Alger. Son commandant, le corsaire Raïs Hamidou ben Ali, perd la vie lors du combat.

## Négociations et engagement

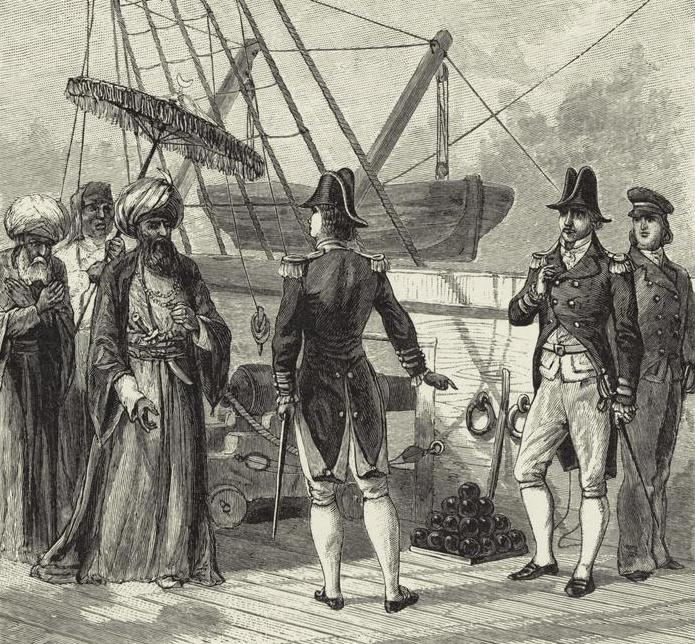
Gravure représentant Decatur, en négociations, avec le dey d'Alger, Mustapha Khaznadji.

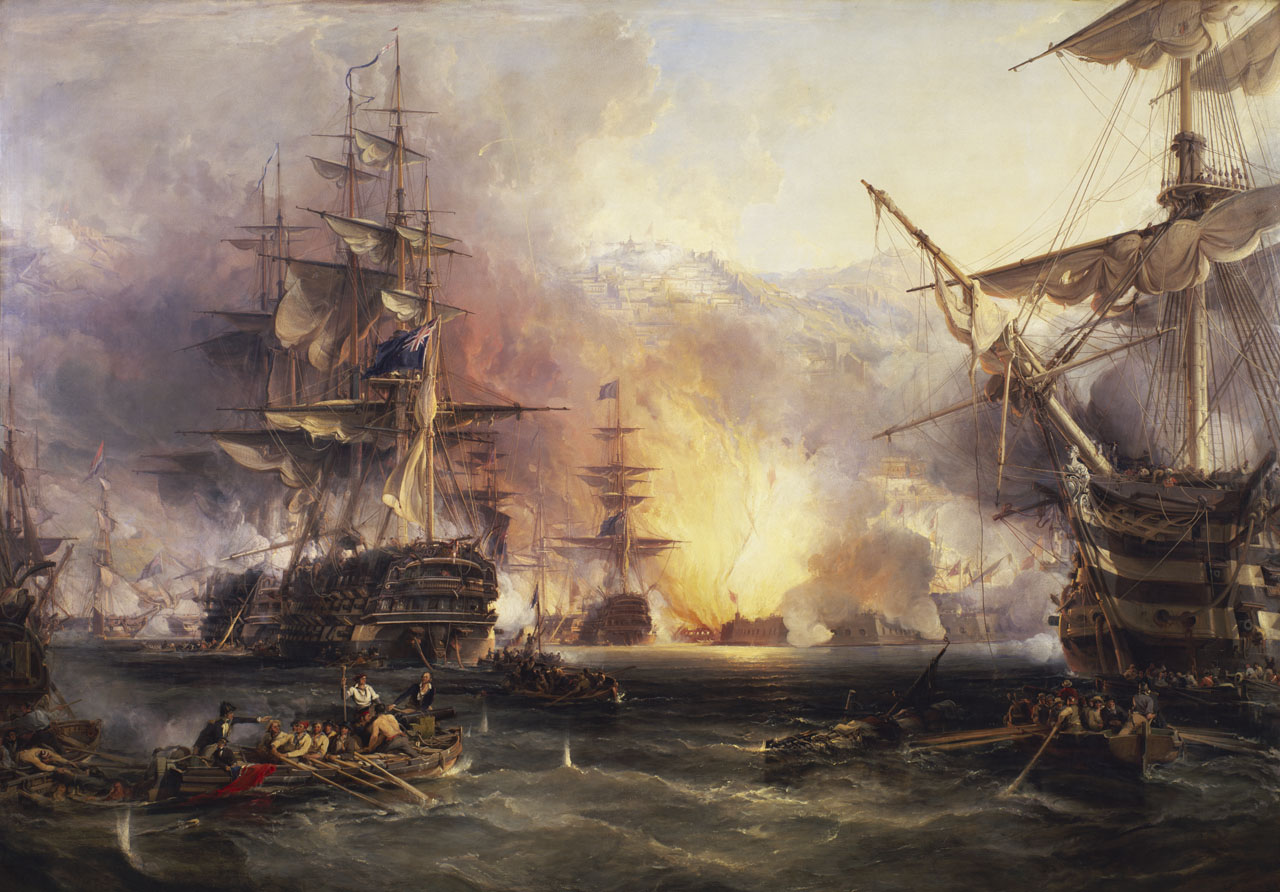
Bombardment of Algiers 1816, par George Chambers

La dernière semaine de juin 1815, l'escadre arrive à Alger et les Américains entament les négociations avec le Dey. Les demandes d'indemnisation américaines sont assorties de menaces militaires, et le Dey s'incline. Selon les termes du traité signé à bord de la Guerrière dans la baie d'Alger le 3 juillet 1815, Decatur rétrocède les navires de guerre Meshuda et Estedio. Les Algériens libèrent leurs prisonniers américains, une dizaine, et un nombre important de captifs européens en échange d'environ 500 sujets du Dey. La régence d'Alger paie 10 000 dollars pour les navires saisis. Le traité exclut tout tribut à venir de la part des États-Unis d'Amérique, et reconnait aux États-Unis le droit de transport maritime plein et entier en mer Méditerranée.

## Conséquences
Au début de 1816, le Royaume-Uni entreprend une mission diplomatique, appuyée par une petite escadre de navires de ligne, vers Tunis, Tripoli et Alger afin de convaincre les deys de mettre un terme à la piraterie et libérer les chrétiens européens maintenus en esclavage. Les beys de Tunis et de Tripoli en conviennent, sans opposer de résistance, mais Omar Agha, dey d'Alger, se fait plus récalcitrant et les négociations sont houleuses. Le chef de la mission diplomatique, Edward Pellew, avait négocié un traité pour arrêter l'esclavage des chrétiens, et était retourné en Angleterre. Cependant, juste après la signature du traité, les troupes algériennes massacrent 200 pêcheurs corses, siciliens et sardes, qui étaient sous protection britannique. Cela  provoque une vague d'indignation en Grande-Bretagne et Europe continentale, et les négociations d'Exmouth sont alors considérées comme un échec.
En conséquence, Exmouth reçut l'ordre de reprendre la mer à nouveau pour mener le travail à terme, et punir les Algériens. Il rassembla une escadre de cinq navires de ligne, renforcée par un certain nombre de frégates, plus tard renforcée par une flottille de six navires hollandais. Le 27 août 1816, à la suite d'une série de négociations infructueuses, la flotte néerlando-britannique effectua pendant neuf heures un bombardement d'Alger. L'attaque immobilisa beaucoup de corsaires et batteries de rivage du dey, le réduisant à accepter une offre de paix selon les termes mêmes qu'il avait rejetés la veille. Exmouth avait averti que si ces termes n'étaient pas acceptés, il poursuivrait le bombardement. Le dey accepta les termes, mais Exmouth bluffait ; sa flotte avait alors dépensé toutes ses munitions.
Un traité fut signé le 24 septembre 1816. Le consul britannique et 1 083 esclaves chrétiens furent libérés, et l'argent des tributs américains fut remboursé.